# Bosque de los cedros de Dios
Los Cedros de Dios o Arz ar-Rabb (en árabe أرز الربّ, literalmente "Cedros del Señor y Criador") son los supervivientes de los inmensos bosques de cedros que cubrían antiguamente las laderas del monte Líbano. Su madera fue explotada por los asirios, los babilónicos y los persas así como los fenicios. La madera era especialmente estimada por los egipcios para la construcción naval. Salomón los utilizó en la construcción del primer templo de Jerusalén y el Imperio otomano también los utilizó para construir su sistema de ferrocarril.

## Historia
En la Antigüedad, Líbano contenía grandes bosques de cedro por lo que su imagen es el símbolo del país entero. Hoy tras siglos de persistente tala el tamaño de los bosques se ha reducido y tan solo en las áreas montañosas del país perduran grandes bosques. Este es el caso del monte Makemel que domina el paisaje del valle de Qadisha en donde a una altitud de más de 2000 metros se encuentran los cedros de Dios. Cuatro de ellos han alcanzado una altura de 35 metros con troncos que van desde los 12 hasta los 14 metros de circunferencia. La preocupación por los cedros bíblicos de Dios llevó a que en 1876 se construyera un muro de piedra, financiado por la reina Victoria de Gran Bretaña. Este muro protege a los brotes jóvenes de las cabras que se alimentan de ellos.

## Estado actual

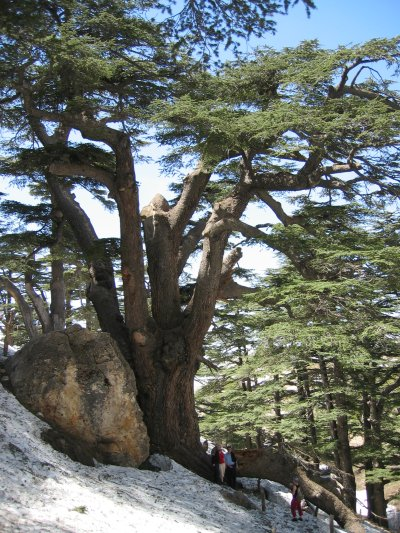
Cedro del Líbano.

El bosque está rigurosamente protegido. Es posible su visita acompañado de un guía autorizado. Tras una fase preliminar en la cual se despejó la tierra de detrito, las plantas enfermas fueron tratadas y la tierra fertilizada, se inició un programa masivo de repoblación forestal por el comité de los amigos del bosque del cedro en 1985. Los frutos de este trabajo solo se podrán apreciar en las próximas décadas debido al lento crecimiento del cedro.